# 인구통계사

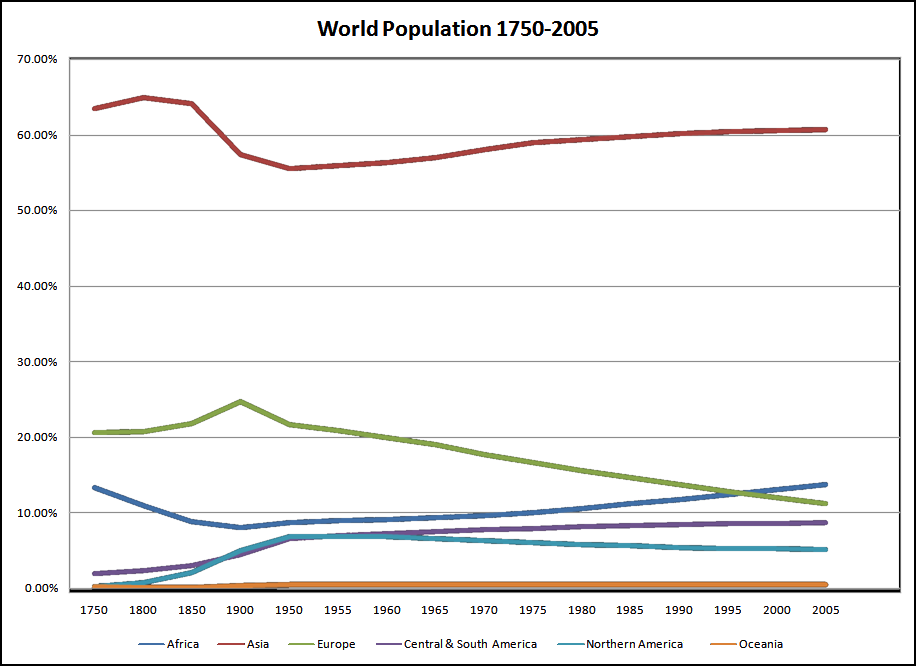
세계 인구 (1750~2005년)

다음은 인구통계사 또는 인구의 역사에 관한 설명이다.
세계 인구는 서력 기원 30년 경에는 약 2.1억 내지 2.5억이었다. 그것이 1650년에 약 5.5억으로 되었다. 1750년경에는 약 6.2억이 되었고, 1850년에는 약 12억으로 되었다. 1950년에는 약 24억, 1975년에는 39억 7천만으로 기록되고 있으며 2000년에는 60억 5천만 명으로 기록되었다. 이 기본적인 숫자에서 먼저 분명해지는 것은 인구의 성장률이 시대에 따라 아주 다르다는 것이다.  기원 30년경부터 1650년까지 16세기 이상 걸려서 약 2배가 된 세계 인구가 다음에는 1650년부터 1850년까지의 2세기 사이에 약 2배 되고 최후에는 2000년까지의 겨우 반세기 동안에 약 2배가 되었다.

## 같이 보기
- 역사인구학
- 고인구학
- 분류:나라별 지역별 인구통계사